# فاير إمبلم: ثري هاوسيس
فاير إمبلم: ثري هاوسيس (بالإنجليزية: Fire Emblem: Three Houses)‏ هي لعبة تقمص أدوار تكتيكية من تطوير إنتيليجنت سيستمز بالتعاون مع كوي تيكمو غيمز، ونشر نينتندو. واصدرت اللعبة عالمياً في 26 يوليو 2019 على نينتندو سويتش من قبل نينتندو. والعنوان هي اللعبة الخامسة عشرة في سلسلة « فاير إمبلم »، وأول لعبة لمنصة منزلية منذ 2007 مع إصدار فاير إمبلم: رايديانت داون.